# Alphonse Couvreux
Alphonse Couvreux (ur. 1820, zm. 1890) – konstruktor francuski, zamieszkały w Paryżu przy rue St. Martin 333; debiutuje w latach 40. XIX w. jako przedsiębiorca przy pracach budowlanych, głównie przy budowie kolei żelaznej. Dzięki swemu doświadczeniu w pracach ziemnych zgłosił 12 marca 1859 r. pierwszy patent na koparkę wielonaczyniową. Model takiej maszyny obecnie znajduje się w Muzeum Techniki – CNAM w Paryżu. W latach 1860–1863 koparki Couvreuxa były stosowane przy budowie kolei Ardeńskiej między Sedanem a Thionville we Francji. W 1863 r. jego maszyny zostały wybrane przez Kampanię Budowy Kanału Sueskiego do prac ziemnych przy drążeniu kanału. Przez trzy lata jego maszyny wydobyły 9 mln m³ ziemi.
W ciągu 25 lat (1859-1884) uzyskał 16 patentów (w 1880 r. patentuje koparki wielonaczyniowe wagonowe).